# Konami System 573
Konami System 573 es una placa de arcade creada por Konami destinada a los salones arcade.

## Descripción
El Konami System 573 fue lanzada por Konami en 1998.
El sistema posee un procesador R3000A de 32 bit RISC a 33.8688MHz, y el audio lo gestionaba el Playstation SPU.
En esta placa funcionaron 18 títulos.

## Especificaciones técnicas

### Procesador
- R3000A 32 bit RISC processor, Clock - 33.8688MHz, Operating performance - 30 MIPS, Instruction Cache - 4KB 
  - BUS : 132 MB/sec.
  - OS ROM : 512 Kilobytes

### Audio
Chip de sonido
- - Playstation SPU, 24 Channels, 44.1kHz sample rate, PCM audio source, Digital effects include: Envelope, Looping, Digital Reverb, Load up to 512K of sampled waveforms, Supports MIDI Instruments.

### Memoria Ram
- 2 Mb.

### Tarjeta gráfica
- 360,000 polígonos/seg, dibujado sprite/BG , frame buffer ajustable, No line restriction, 4,000 8x8 pixel sprites con escala y rotación individual , fondos simultáneos (Parallax scrolling)
  - Efectos de Sprite: Rotation, Scaling up/down, Warping, Transparency, Fading, Priority, Vertical and horizontal line scroll
  - 16.7 million colors, Unlimited CLUTs (Color Look-Up Tables)
  - otros : custom geometry engine, custom polygon engine, MJPEG decoder

### Video
- Resolución 256x224 - 740x480 pixeles

## Lista de videojuegos
- Anime Champ
- Dark Horse Legend
- Dark Horse Legend 2
- Fisherman's Bait - A Bass Challenge / Bass Angler
- Fisherman's Bait - Marlin Challenge
- Fisherman's Bait 2 / Bass Angler 2
- Gachaga Champ
- Gun Mania
- Gun Mania Zone Plus
- Handle Champ
- Hyper Bishi Bashi
- Hyper Bishi Bashi Champ
- Jikkyou Powerful Pro Baseball EX
- Kick & Kick
- Konami 80's Arcade Gallery / Konami 80's AC Special
- Punch Mania : Hokuto No Ken / Fighting Mania
- Salary Man Champ
- Step Champ